# 1989 في الكويت

## المناصب
- أمير الدولة: جابر الأحمد الصباح
- رئيس الوزراء وولي العهد: سعد العبد الله السالم الصباح

## مواليد
- مبارك المانع - ممثل.
- حمد أمان - لاعب كرة قدم.
- نورة العميري - ممثلة.
- شوق - ممثلة ومغنية.

## وفيات
- زيد الكاظمي - نائب.